# Венанго (округ)
Венанго (англ. Venango County) — округ в штате Пенсильвания, США. Официально образован 12 марта 1800 года. По состоянию на 2010 год, численность населения составляла 54 984 человек.

## География
По данным Бюро переписи США, общая площадь округа равняется 1768,972 км2, из которых 1748,252 км2 суша и 20,720 км2 или 1,170 % это водоёмы.

## Население
По данным переписи населения 2000 года в округе проживает 57 565 жителей в составе 22 747 домашних хозяйств и 15 922 семей. Плотность населения составляет 33,00 человека на км2. На территории округа насчитывается 26 904 жилых строений, при плотности застройки около 15,00-ти строений на км2. Расовый состав населения: белые — 97,64 %, афроамериканцы — 1,09 %, коренные американцы (индейцы) — 0,18 %, азиаты — 0,23 %, гавайцы — 0,02 %, представители других рас — 0,17 %, представители двух или более рас — 0,67 %. Испаноязычные составляли 0,52 % населения независимо от расы.
В составе 30,40 % из общего числа домашних хозяйств проживают дети в возрасте до 18 лет, 55,80 % домашних хозяйств представляют собой супружеские пары проживающие вместе, 9,90 % домашних хозяйств представляют собой одиноких женщин без супруга, 30,00 % домашних хозяйств не имеют отношения к семьям, 26,20 % домашних хозяйств состоят из одного человека, 12,50 % домашних хозяйств состоят из престарелых (65 лет и старше), проживающих в одиночестве. Средний размер домашнего хозяйства составляет 2,45 человека, и средний размер семьи 2,93 человека.
Возрастной состав округа: 24,20 % моложе 18 лет, 7,20 % от 18 до 24, 26,70 % от 25 до 44, 25,10 % от 45 до 64 и 25,10 % от 65 и старше. Средний возраст жителя округа 40 лет. На каждые 100 женщин приходится 95,40 мужчин. На каждые 100 женщин старше 18 лет приходится 92,10 мужчин.